# ATI Technologies
ATI Technologies е компания, занимаваща се с графични юнити и чипсетове. Открита е през 1985 г. в Онтарио, Канада, с име Array Technology Inc., но се появява публично през 1993 г. В началото изработват полупроводници, като постепенно започват да аутсорсват дейност, свързана с инсталирането на техните продукти. Годините до 2000 г. са доста тежки за ATI, компанията е пред фалит, но през 2000 г. ATI и AMD стават двете най-големи компании, конкуренти в бранша, като доминират над други компании и техните продукти и ги принуждават да фалират.

## История
Lee Ka Lau,[2] Francis Lau, Benny Lau, and Kwok Yuen Ho основават ATI през 1985 г. Работейки основно на OEM технология, ATI създават вградени графични карти за производители на компютри, като IBM и Commodore. През 1987 г. ATI се превръща в независим производител на графични карти и представя EGA и VGA продуктова линия. През 90-те произвеждат продукт, който работи независимо от процесора на компютъра. Компанията предлага първата комбинация от 2D и 3D ускорител под името 3D Rage. Шест години по-късно, през 1996 г., добавят TV тунер карта (ALL IN WONDER), която позволява съвместимост между компютъра и телевизора. През същата година ATI пуска нова гама чипсетове, но този път за лаптопи. Предизвикателството е да направят картата с по-малък размер, да отделя по-малко топлина и да черпи по-малко енергия. През 1997 г. ATI придобива Tseng Labs's като придобива 40 нови инженера.
Световноизвестната гама RADEON излиза през 2000 г. Тя предоставя нови невероятни 3D възможности използвайки DirectX 7.0. Гамата от продукти варира от топ модели до бюджетни мобилни карти. Технологии конструирани за специфични RADEON генерации могат да бъдат изградени с различни свойства и производителност с цел продуктите да обхванат възможно по-голяма част от пазара – от високо бюджетни до мобилни версии.
През 2000 ATI придобиват компанията ArtX, която конструира графичния чип, използван в конзолната игра Nintendo GameCube. Също така те създават и модифицирана версия на чипа за наследник на GameCube, Wii. Microsoft дават поръчка на ATI да създаде графичното ядро (Xenos) за Xbox 360. По-късно, през 2005 г., ATI придобива интелектуалната собственост върху кабелния модем на Terayon, утвърждавайки тяхната водеща позиция в дигиталния телевизионен пазар. K. Y. Ho остава Председател на Управителния орган до оттеглянето си през ноември 2005 г. Дейв Ортън го замества като главен изпълнителен директор на организацията.
На 24 юли 2006 г. е оповестено, че Advanced Micro Devices ще придобие ATI срещу 5.6 млрд. долара. Преговорите за придобиване приключват на 25 октомври 2006 г. и включват заем от над 2 млрд. долара и акции в AMD на стойност 56 млн. Дейността на ATI става част от AMD Graphics Product Group (GPG) и главният изпълнителен директор на ATI Дейв Ортън става вицепрезидент на дейността, свързана с маркетинг и връзки с обществеността, в AMD до своето оттегляне през 2007 г. Висшият мениджмънт се преструктурира в старши вицепрезидент и Генерален мениджър, и старши вицепрезидент и генерален мениджър на Consumer Electronics Group, които се отчитат пред генералния изпълнителен директор на AMD. На 30 август 2010 г. Джон Трикула оповестява, че AMD наследява дейността на марката ATI в областта на графичните чипсетове под името AMD.

## Продукти
В допълнение на разработката на висок клас GPUs (първоначално наричани VPU или визуални процесори от ATI) за персонални компютри и компютри с Mac операционна система на Apple, ATI също така създават вградени версии за лаптопи (Mobility Radeon), персонални дигитални асистенти (PDAs) и мобилни устройства (Adreno), вградени дънни платки (Radeon IGP) и други.
„Ruby“, измислена героиня описана като „наемник“ е създадена, за да рекламира някои продукти създадени от ATI. Анимации произведени от RhinoFX за Ruby на мисия (като снайперист, саботьор, хакер и т.н.) бяха показани на големи технологични шоута като CeBIT и CES.

### Компютърни графични процесори
- Graphics Solution / „Small Wonder“ – Серия от 8-битови ISA карти с MDA, Hercules, CGA и Plantronics Color+ съвместимост. В по-новите версии е добавена EGA поддръжка.
- EGA / VGA Wonder – IBM „EGA/VGA – съвместими“ дисплей адаптери (1987)
- Mach Series – Първия 2D GUI „Windows Accelerator“ на ATI. Докато серията еволюира, GUI ускорителите драстично се подобряват и първите видео ускорители се появяват.
- Rage Series – Първите 2D и 3D ускорителни чипове на ATI. Серията еволюира от елементарни 3D с 2D GUI ускорители и MPEG-1 съвместимост до високо конкурентни Direct3D ускорители с най-добрите за тогава DVD (MPEG2) ускорение. Различните чипове за били много популярни с OEMs за онова време. Rage II е било използвано в първата All-In-Wonder многофункционална видео карта на ATI и още напреднали All-In-Wonders базирани на Rage серията GPUs са последвали. (1995 – 2004)
  - Rage Mobility – Създадена да работи с устройства с ограничено захранване, като лаптопи. Тези чипове по функции са били подобни на чиповете за настолни компютри, но са имали като допълнение напреднало управление на мощността, LCD интерфейси и двойно функциониращи монитори.
- Radeon Series – ATI стартира Radeon линията през 2000 година като комерсиални 3D карти, своят топ продукт и директна конкуренция на Nvidia`s GeForce. Първият Radeon DDR е бил първият DirectX 7 3D ускорител на ATI, представяйки първото си хардуерно T&L ядро. ATI често са произвеждали версии с по-висока честотна скорост и понякога екстремни „XT“ версии, дори и по-скорошните „XT Platinium Edition (PE)“ и „XTX“ версии. Radeon сериите са били основата на много ATI All-In-Wonder дъна.
  - Mobility Radeon – Серия от енергийно – оптимизирани версии от Radeon графични чипове за лаптопи. Те са представили иновации като модулни RAM чипове, DVD (MPEG2) ускорители, сокети за графични чипове за лаптопи и „PowerPlay“ технология за управление на захранването. ADM са обявили DirectX 11 съвместими версии на своите мобилни процесори.[4]
  - AMD CrossFireX – Тази технология е била отговорът към NVIDIA's SLI на ATI. Чрез използването на втора видео карта и двойно PCI-E дъно базирано на ATI Crossfire съвместими чип сетове възможността да се комбинират две, три или четири видео карти, като се увеличава производителността, чрез различни обработващи опции. Има опция за допълнителна PCI-E видео карта вкарана в третия PCI-E слот за физики за игри и друга опция да обработва физиките през втората видео карта.[5]
- FireGL/FirePro – Стартира през 2001, следвайки покупката на FireGL Graphics на ATI от Diamond Multimedia. Представлява видео карта за работни станции CAD/CAM, базирана на Redeon серията.
- FireMV – За работни станции, използващи multi-view – използване на повече от един дисплей само с 2D ускорение, обикновено базирани върху нисък клас продукти от Radeon серията (сега вградена в FirePro серията).

## Персонални компютърни платформи и чипсетове
IGP 3x0, Mobility Radeon 7000 IGP – първият чипсет на ATI, включващ DirectX7 графичен 3D процесор.
9100 IGP – втора генерация системни чипсетове. IXP250 южен мост. Оценява се като първия ATI чипсет на дънна платка, включващ вграден ATIюжен мост. Съдържа DirectX 8.1 клас графичен процесор.
Xpress 200 / 200P – PCI Express-базирани Athlon 64 и Pentium 4 чипсет. Поддържа както SATA така и интегрирани графики с DirectX 9.0.
Xpress 3200 – подобен на Xpress 200, но проектиран за оптимална производителност от тип CrossFire.
В допълнение ATI сключва сделка през 2005 г. с производители на процесори, по-точно с Asus и Intel, за да се създаде 3D графични решения за гама от дънни платки на Intel. Те са пуснати от Intel Pentium M-базирани настолни процесори, Intel Core и Intel Core 2 процесори, D101GGC и D101GGC2 чипсетове (с кодово име Grand County ), базирани на чипсет Radeon Xpress 200. Въпреки това висок клас платки с интегрирана графика процесор (IGP) все още използват Intel GMA интегрирани графични процесори. Сделката с Intel приключва с покупката на ATI от AMD през 2006 г. Intel обявява SiS IGP чипсет (D201GLY чипсет, с кодово име „Little Valley“) за входно ниво десктоп платформа, замествайки Grand County серията чипсети.

## Мултимедия и цифрова телевизия продукти
All-In-Wonder series – серия от мултимедийни графични карти, които включват TV тунер и Radeon семейни графични карти върху една карта, коятослед като е било привидно да се спре е възобновена като All-in-Wonder HD на 26 юни 2008.
TV тунери
TV Wonder и HDTV Wonder – семейство чипсет за предоставяне на телевизионно приемане на различни аналогови телевизионни и цифрови телевизионни сигнали (PAL, NTSC, ATSC, DVB-T и така нататък) с първо поколение Avivo технологията, също поддържащи CableCARD и Clear QAM технологии.
Theater – семейство от QAM и SSB демодулатори за цифров кабел и ATSC среди.
Remote Wonder, серия безжично дистанционно управление за ATI мултимедийни продукти. Работи с радио честота, отдалечавайки се каннитереализации, които използват инфрачервена честота.